# チェロキー郡 (ジョージア州)
チェロキー郡（英: Cherokee County）は、アメリカ合衆国ジョージア州の北部に位置する郡である。人口は26万6620人（2020年）。郡庁所在地はカントンであり、同郡で人口最大の都市はウッドストックである。
郡はアトランタ都市圏（正確にはアトランタ・サンディスプリングス・マリエッタ大都市統計地域）に属している。

## 歴史

### 最初の領域

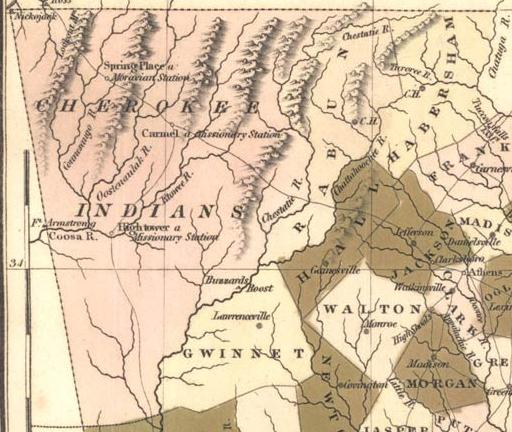
1822年のチェロキー族領土

チェロキー郡は当初郡というよりも領土であり、チャタフーチー川とチェスタティ川より北西が全て含まれ、例外はキャロル郡の領域だった。1831年12月26日に州議会によって設立された。当時この地域に住んでいたチェロキー族インディアンから郡名が採られた。1832年のチェロキー・ランド・ロッタリーの一部としてあった元チェロキー族領土から、他にも幾つかの郡が作られた。

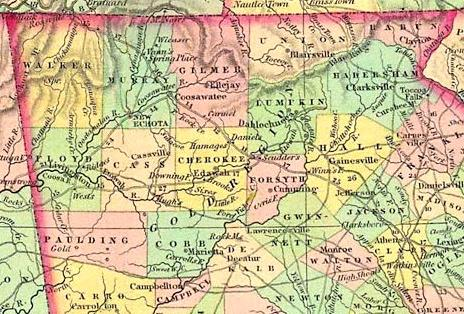
1834年の地図、チェロキー族領土から造られた郡を示す

1832年12月3日に州議会で成立した法によってフォーサイス郡、ランプキン郡、ユニオン郡、コブ郡、ギルマー郡、マレー郡、カス郡（現在のバートウ郡）、フロイド郡、ポールディング郡が設立された。涙の道と呼ばれたチェロキー族の強制排除はこの年前半に始まっており、後には土地の水流で金が発見されたことで加速された。
最初の郡庁所在地はマーブルワークスと呼ばれていたハーネイジビルにあった。1880年からはテイトと呼ばれ、1853年からはピケンズ郡に入っている。ピケンズ郡の領域がチェロキー郡から取られ、それ以外の部分はギルマー郡を間にして取られた。

### 残った郡領域
1857年、チェロキー郡の南東隅が州議会によってミルトン郡に渡された。ミルトン郡は現在フルトン郡のミルトン市になっている。1890年代、アトランタ・アンド・ノックスビル鉄道（後のマリエッタ・アンド・ノースジョージア鉄道、ノックスビルまで延伸されなかった）が郡中央部を通る支線を建設した。その後の10年間でこの線がルイビル・アンド・ナッシュビル鉄道に買収されると、ウッドストックなどの町に駅を建設した。

## 開発
チェロキー郡はアトランタ都市圏北部にある。中央を北のマリエッタ市からウッドストック、レバノン、ホリースプリングス、カントン、ボールグラウンドを通って、ピケンズ郡のジョージア州道515号線、すなわちアパラチアン・パークウェイ開発ハイウェイで終わる州間高速道路575号線で2分されている。ジョージア・ノースイースタン鉄道も、この経路にほぼ並行して走る元ルイビル・アンド・ナッシュビル鉄道の線で貨物を運んでいる。人口の増加も同じパターンをなし、南部の新しい郊外地ハイウェイに沿って並び北の準郊外地に続いている。

## 地理
アメリカ合衆国国勢調査局に拠れば、郡域全面積は433.99平方マイル (1,124.0 km2)であり、このうち陸地423.68平方マイル (1,097.3 km2)、水域は10.31平方マイル (26.7 km2)で水域率は2.38%である。水域の多くは南西部にあるアラトゥーナ湖である。この湖にはエトワ川とリトル川（郡内主要河川）が注ぎ、またヌーンデイ・クリークなどの大きな水流も注いでいる。郡北部の地形は麓丘陵部にむかって標高を上げており、そこからの水はクーサ川水系に注いでいる。

### 山
アメリカ地質調査所地名情報システムには9つの山が掲載されている。下記リストは標高の高いものからその標高と位置座標載せている。
1. ベア山 - 700メートル - 34°18'48N, 84°38'53"W
2. パインログ山 - 689メートル - 34°19'15"N, 84°38'29"W
3. オーキー山 - 514メートル - 34°22'56"N, 84°33'51"W
4. ドライポンド山 - 501メートル - 34°22'29"N, 84°33'23"W
5. ヒッコリーログ山 - 471メートル - 34°17'05"N, 84°30'10"W
6. ポールキャット山 - 458メートル - 34°16'27"N, 84°31'31"W
7. バード山 - 414メートル - 34°17'16"N, 84°31'04"W
8. ガーランド山 - |411メートル - 34°21'48"N, 84°35'52"W
9. ポージー山 - 398メートル - 34°24'35"N, 084°36'40"

これらの山はまだ田園部の残る北部と西部にある。しかしアトランタ都市圏とした場合には、ベア山がその最高地点である。

### 空港
チェロキー郡空港 (FAA LOC ID: 47A) が州間高速道路575号線近く、カントン中心街から北東に約10キロメートルにある。現在再開発が計画され、既に広さ930 m2 のターミナルが完成し、現滑走路3,414フィートを5,000フィートに延伸、新しい誘導路の建設、着陸補助装置、新しいハンガーが計画されている。この新しい施設では200機の会社用航空機を格納し、小さな飛行機100機を係留できることになる。

### 公共交通
チェロキー地域交通サービスがチェロキー郡全域と田園部及び郊外部にサービスを行っている。

### 主要高規格道路

#### 州間高速道路
- 州間高速道路75号線
- 州間高速道路575号線

#### ジョージア州道
- ジョージア州道5号線
- ジョージア州道5号線産業道路（カントン）
- ジョージア州道5号線産業道路（ボールグラウンド）
- ジョージア州道20号線
- ジョージア州道92号線
- ジョージア州道108号線
- ジョージア州道140号線
- ジョージア州道369号線
- ジョージア州道372号線
- ジョージア州道401号線
- ジョージア州道417号線

### 隣接する郡
- ピケンズ郡 - 北
- ドーソン郡 - 北東
- フォーサイス郡 - 東
- フルトン郡 - 南東
- コブ郡 - 南
- バートウ郡 - 西
- ゴードン郡 - 最北西

## 人口動態
以下は2000年国勢調査による人口統計データである。
| 基礎データ - 人口: 141,903人 - 世帯数: 49,495 世帯 - 家族数: 39,200 家族 - 人口密度: 129人/km2（335人/mi2） - 住居数: 51,937軒 - 住居密度: 47軒/km2（123軒/mi2） 人種別人口構成 - 白人: 81.29% - アフリカン・アメリカン: 5.44% - ネイティブ・アメリカン: 0.38% - アジア人: 2.06% - 太平洋諸島系: 0.03% - その他の人種: 2.61% - 混血: 1.29% - ヒスパニック・ラテン系: 9.60% 年齢別人口構成 - 18歳未満: 28.3% - 18-24歳: 7.7% - 25-44歳: 35.8% - 45-64歳: 21.7% - 65歳以上: 6.6% - 年齢の中央値: 34歳 - 性比（女性100人あたり男性の人口） - 総人口: 100.7 - 18歳以上: 98.9 | 世帯と家族（対世帯数） - 18歳未満の子供がいる: 41.4% - 結婚・同居している夫婦: 67.2% - 未婚・離婚・死別女性が世帯主: 8.3% - 非家族世帯: 20.8% - 単身世帯: 16.0% - 65歳以上の老人1人暮らし: 4.1% - 平均構成人数 - 世帯: 2.85人 - 家族: 3.18人 収入と家計 - 収入の中央値 - 世帯: 60,896米ドル - 家族: 66,419米ドル - 性別 - 男性: 44,374米ドル - 女性: 31,036米ドル - 人口1人あたり収入: 24,871米ドル - 貧困線以下 - 対人口: 5.3% - 対家族数: 3.5% - 18歳未満: 5.5% - 65歳以上: 9.8% |

## 都市
- カントン（郡庁所在地）
- ウッドストック
- ウェールスカ（ラインハルト大学がある）
- ボールグラウンド
- ホリースプリングス

### 未編入の町
| - アベリー（東部） - ベイツビル（南東部） - バッフィントン（カントンの東） - クレイトン（カントンの北） - クリートン（北東部） - フリーホーム（東部） - ゴーバー（ボールグラウンドの南西） - ゴールドリッジ（カントンの南西） - グリーリー（北西部） - ヒッコリーフラット（ホリースプリングスの東） | - ホルブルック（東部） - キースバーグ（カントンの北東） - レイクアロウヘッド（ウェールスカの南西） - レイセムタウン（東部） - レバノン / トゥーナイ（ホリースプリングスの南） - マケドニア（東部） - マイカ（北東部） - オークグローブ（南西部） - オーファー（東部） - オレンジ（東部） | - サラコア（北西部） - シャープトップ（北部） - シクセス（ホリースプリングスの西） - サタリー（西部） - タウンレイク（ウッドストックの西） - ユニオンヒル（東部） - ユニベター（南部） - ビクトリア（南西部） |

## 教育

### 公共教育学区
チェロキー郡教育学区の生徒数は2000年の28,000人から38,828人にまで増加しており、毎年新たに数百人が増えている。教師の数も4,000人以上になった。

### 私立学校
- リンドン・アカデミー（南東部）
- チェロキー・クリスチャン学校（ウッドストック）
- チェロキー・クリスチャン・アカデミー（ウッドストック）
- アメリカン・ヘリテージ・アカデミー（カントン）

### 高等教育機関
- ラインハルト大学、私立共学教養系カレッジ、ウェールスカにある

## 著名な出身者
- ジョシュ・ホロウェイ、俳優、モデル、テレビドラマ『LOST』のジェイムズ・"ソーヤー"・フォード役で有名、フリーホームのフリーホーム小学校とカントンのチェロキー高校に通った
- ディーン・ラスク、アメリカ合衆国国務長官、チェロキー郡で生まれた

### Local Newspapers
- TheCherokeeConnection.com – Cherokee County Ga News, Events, & Community Publication
- The Cherokee Ledger-News
- HomeTownCherokee.com – Cherokee's Online News & Community Publication
- Cherokee Tribune
- Cherokee Today

座標: 北緯34度14分 西経84度28分 / 北緯34.24度 西経84.47度